# San Salvador (Bahamas)
Pour les articles homonymes, voir San Salvador et Watling.
San Salvador est une île de l'archipel des Bahamas, également appelée « Watling Island » ou « Colombus Island », car il est fort probable qu’il s’agisse du premier rivage du continent américain que le navigateur génois Christophe Colomb a abordé en 1492.

## Géographie
San Salvador est en fait la partie émergée d'une montagne sous-marine mesurant 4 500 mètres, ceinturée par un récif corallien. Longue de 19 kilomètres (axe nord-sud) et large de 8 kilomètres (axe est-ouest), pour une superficie de 169 km2, elle ne présente pas de relief et sa partie centrale est composée de plusieurs lacs reliés entre eux. La faune et la flore de l'île ont été préservées du fait de son isolement.
L'île compte environ 940 habitants vivant essentiellement du tourisme. Un village du Club Méditerranée est installé sur l'île depuis 1992.
Plusieurs sites remarquables de plongée comptent parmi les plus beaux des Bahamas. Il est possible d'y trouver notamment des requins de récif et des requins marteaux.

## Histoire
Depuis plusieurs milliers d'années[réf. nécessaire], des Amérindiens Taïnos peuplaient cette île appelée « Guanahani » — ce mot signifiant « L'île » (ou plus précisément le rocher, Guana) du seigneur (ha) de l'eau (ni) dans leur langue taïno lukayo.
Dans la nuit du 11 au 12 octobre 1492, Christophe Colomb aborda une île, après une traversée de plus de neuf semaines. C'est la première terre des Amériques qu'il aperçut ; il la nomma San Salvador (« Saint Sauveur » en français) pour témoigner de son soulagement de toucher enfin terre et remercier Dieu.

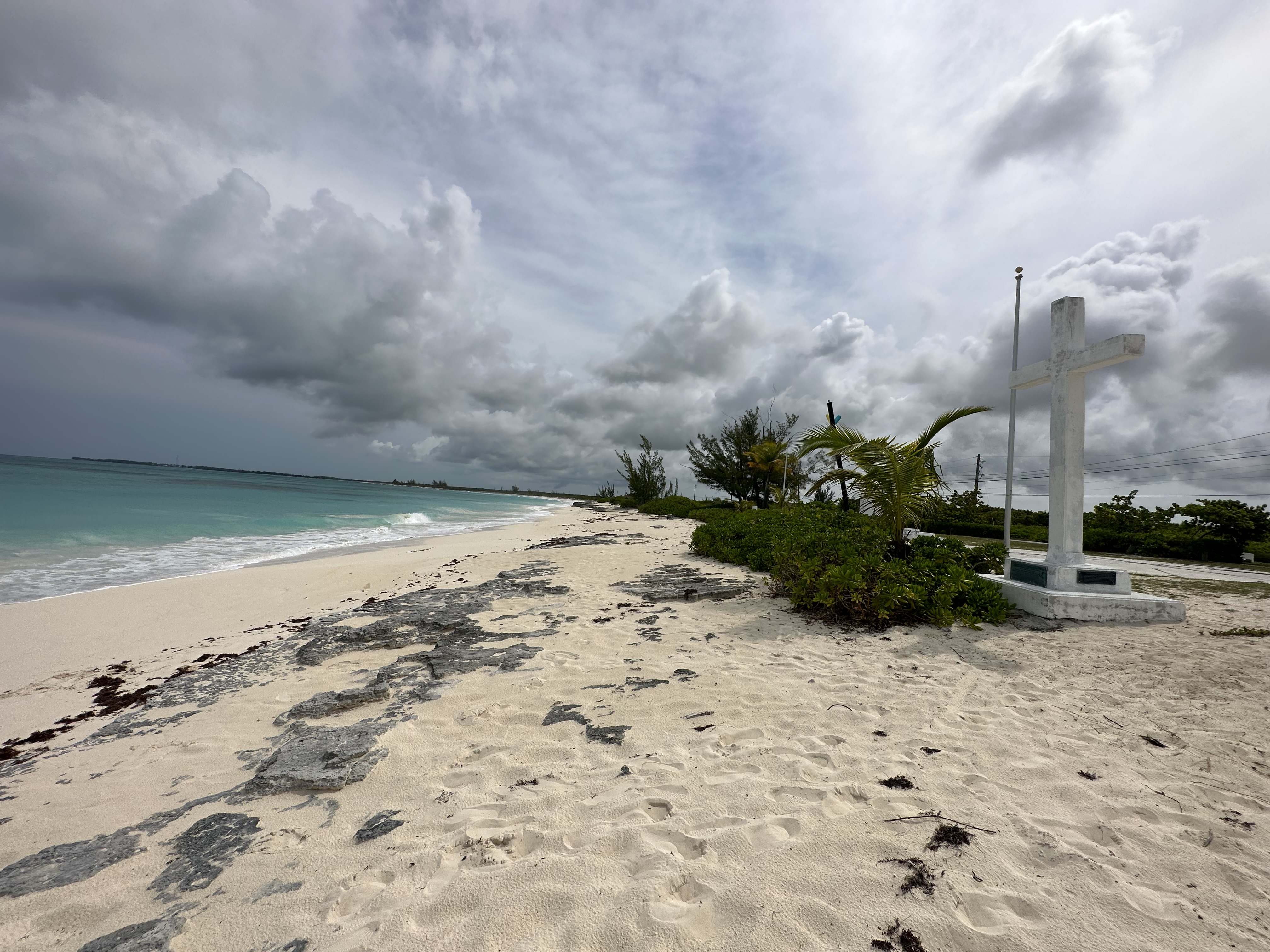
Vue de la plage où Christophe Colomb aurait débarqué le 12 octobre 1492 sur l'île de San Salvador aux Bahamas

La population de Guanahani lui donna un nom taïno qui l'accompagna pour le reste de ses voyages d'exploration : Guamakeniha[réf. nécessaire] (c’est-à-dire « le grand seigneur de la terre (ke) et de l'eau (ni) »).
La population existante, appelée alors de façon erronée indienne, fut décimée en moins de vingt ans en raison des maladies importées d’Europe et des mauvais traitements. En particulier, ils furent déportés dans les mines d'or de l'île de Saint-Domingue dont la population avait elle-même déjà été exterminée au cours des vingt premières années de la colonisation. Ces opérations de déportation renseignées dans les archives espagnoles permettent de savoir qu'il y avait au moins 40 000 habitants avant 1492 sur l'archipel des Bahamas[réf. nécessaire].
En 1680, l'île est nommée île Watling, en référence au pirate anglais John Watling (en) qui en avait fait son repaire.
En 1926, le gouvernement des Bahamas renomme l'île San Salvador sur la base de travaux d'historiens[Qui ?] ayant conclu que l'île nommée San Salvador et décrite par Christophe Colomb n'était probablement pas Cat Island comme on l'avait cru jusqu'alors, mais plutôt l'île Watling. Même si ce titre a été contesté par certains historiens ayant soutenu d'autres hypothèses, l'île est depuis considérée comme la plus probable terre, parmi les autres îles candidates, que Christophe Colomb a pu fouler le 12 octobre 1492 à l'issue de sa première traversée de l'Atlantique.
Durant la Seconde Guerre mondiale, les Américains y installèrent une base aérienne, qui leur servit par la suite de centre d'essais pour missiles. Cette base abandonnée constitue désormais l'aéroport de l'île.
L'île a souffert de l'ouragan Floyd en 1999 et de l'ouragan Joaquin en 2015.

## District
San Salvador est l'un des trente-deux districts des Bahamas.

## Bande dessinée
Dans la bande dessinée L'Homme de l'année 1492 de Céka et Patrick Tandiang, le personnage de Christophe Colomb nomme cette île « San Salvador » en hommage à la personne (Salvador) qui lui a permis de découvrir la route des Indes. Il l'enterre avec sa compagne sur un rivage de l'île.

### Webographie
- Notices dans des dictionnaires ou encyclopédies généralistes :   - Britannica
  - Gran Enciclopèdia Catalana
  - Internetowa encyklopedia PWN
  - Store norske leksikon
- Notices d'autorité :   - VIAF
  - LCCN
  - Israël
- Statoids.com
- Gouvernement bahaméen - San Salvador